# Mistrzostwa Świata w Piłce Siatkowej Mężczyzn 2010 (eliminacje strefy CAVB)/Grupa A
Mecze grupy B drugiej rundy kwalifikacyjnej do Mistrzostw Świata w Piłce Siatkowej Mężczyzn 2010 strefy CAVB rozegrane zostały w dniach od 22 do 28 maja 2009 roku w algierskim mieście Szalif.
W grupie B znalazły się trzy drużyny - Algieria, Maroko i Nigeria.
Po wycofaniu się Demokratycznej Republiki Konga wszystkie drużyny awansowały do trzeciej rundy kwalifikacyjnej.

## Tabela
Grupa B
| Poz. | Reprezentacja                 | Pkt                                     | Mecze                                   | Mecze                                   | Mecze                                   | Małe punkty                             | Małe punkty                             | Małe punkty                             | Sety                                    | Sety                                    | Sety                                    |
| Poz. | Reprezentacja                 | Pkt                                     | M                                       | Z                                       | P                                       | zdob.                                   | str.                                    | ratio                                   | wyg.                                    | prz.                                    | ratio                                   |
| ---- | ----------------------------- | --------------------------------------- | --------------------------------------- | --------------------------------------- | --------------------------------------- | --------------------------------------- | --------------------------------------- | --------------------------------------- | --------------------------------------- | --------------------------------------- | --------------------------------------- |
| 1    | Algieria                      | 4                                       | 2                                       | 2                                       | 0                                       | 170                                     | 142                                     | 1,197                                   | 6                                       | 1                                       | 6,000                                   |
| 2    | Maroko                        | 3                                       | 2                                       | 1                                       | 1                                       | 157                                     | 146                                     | 1,075                                   | 4                                       | 3                                       | 1,333                                   |
| 3    | Nigeria                       | 2                                       | 2                                       | 0                                       | 2                                       | 114                                     | 153                                     | 0,745                                   | 0                                       | 6                                       | 0,000                                   |
|      | Demokratyczna Republika Konga | reprezentacja wycofała się z eliminacji | reprezentacja wycofała się z eliminacji | reprezentacja wycofała się z eliminacji | reprezentacja wycofała się z eliminacji | reprezentacja wycofała się z eliminacji | reprezentacja wycofała się z eliminacji | reprezentacja wycofała się z eliminacji | reprezentacja wycofała się z eliminacji | reprezentacja wycofała się z eliminacji | reprezentacja wycofała się z eliminacji |

Legenda: Poz. - pozycja, Pkt - liczba punktów, M - liczba meczów, Z - mecze wygrane, P - mecze przegrane, zdob. - małe punkty zdobyte, str. - małe punkty stracone, wyg. - sety wygrane, prz. - sety przegrane

## Mecze
| 26 maja 2009 17:47 (UTC+1) | Maroko               | 3:0 (25:16, 25:20, 25:18) | Nigeria                | Mohamed Naceri, Szalif                                                         |  |
|                            | Khalid Satour 20 pkt | raport P-3 raport P-2     | Dikiyai Seiyefa 12 pkt | Widzów: 1300 Sędziowie: El Keboub Maamar (Algieria) i Boudaya Toufik (Tunezja) |  |

| 27 maja 2009 17:30 (UTC+1) | Algieria                | 3:1 (25:18, 17:25, 25:20, 25:19) | Maroko               | Mohamed Naceri, Szalif                                                        |  |
|                            | Toufik Mahdjoubi 21 pkt | raport P-3 raport P-2            | Khalid Satour 21 pkt | Widzów: 1500 Sędziowie: Boudaya Toufik (Tunezja) i Mohamed Suleiman (Nigeria) |  |

| 28 maja 2009 16:00 (UTC+1) | Nigeria                 | 0:3 (13:25, 21:25, 26:28) | Algieria                                     | Mohamed Naceri, Szalif                                                 |  |
|                            | Ejeh Ejeh Mathew 18 pkt | raport P-3 raport P-2     | Mohamed Chikhi 16 pkt Hichem Guemmadi 16 pkt | Widzów: 1230 Sędziowie: Ali Fadili (Maroko) i Boudaya Toufik (Tunezja) |  |

## Maroko – Nigeria
Wtorek, 26 maja 2009

17:47 (UTC+1) - Mohamed Naceri, Szalif - Widzów: 1300
| Maroko               | 3:0 (25:16, 25:20, 25:18) | Nigeria                |
| Khalid Satour 20 pkt | raport P-3 raport P-2     | Dikiyai Seiyefa 12 pkt |

|                      |    |                         |        |
|                      |    |                         |        |
|                      | 1  | Hassan Jaldou           | 7 pkt  |
|                      | 5  | Moulay Naceur Ouchrif   | 3 pkt  |
|                      | 6  | Khalid Satour           | 20 pkt |
|                      | 7  | Abdessamad Benbekkar    | 8 pkt  |
|                      | 10 | Hicham Esseddyq         | 17 pkt |
|                      | 11 | Idriss Cherqi           | 3 pkt  |
|                      | 13 | Abdel-Illah Akazzou (L) |        |
| Zmiany:              |    |                         |        |
|                      | 8  | Mohammed Waddane        | 1 pkt  |
|                      | 12 | Mohammed Alaoui         | 3 pkt  |
| Trener:              |    |                         |        |
| Abdellaoui Maan Moha |    |                         |        |

|                |    |                         |        |
|                |    |                         |        |
|                | 3  | Mohammed Adamu Aris (L) |        |
|                | 5  | Hassan Eruaga           | 2 pkt  |
|                | 7  | Ejeh Ejeh Mathew        | 7 pkt  |
|                | 9  | Yunana Sunday Akapson   | 3 pkt  |
|                | 11 | Jatto Emmanuel Friday   | 5 pkt  |
|                | 12 | Dikiyai Seiyefa         | 12 pkt |
|                | 14 | Jonah Adamu             | 3 pkt  |
| Zmiany:        |    |                         |        |
|                | 10 | Harrison Anyasodike     | 1 pkt  |
| Trener:        |    |                         |        |
| Usman Abdallah |    |                         |        |

- I sędzia: El Keboub Maamar (Algieria)
- II sędzia: Boudaya Toufik (Tunezja)
- Czas trwania meczu: 115 minut

| Maroko | Statystyki        | Nigeria |
| 3      | SETY              | 0       |
| 75     | MAŁE PUNKTY       | 54      |
| 46     | ATAK              | 28      |
| 8      | BLOK              | 3       |
| 8      | SERWIS            | 2       |
| 13     | BŁĘDY PRZECIWNIKA | 21      |

## Algieria – Maroko
Środa, 27 maja 2009

17:30 (UTC+1) - Mohamed Naceri, Szalif - Widzów: 1500
| Algieria                | 3:1 (25:18, 17:25, 25:20, 25:19) | Maroko               |
| Toufik Mahdjoubi 21 pkt | raport P-3 raport P-2            | Khalid Satour 21 pkt |

|                      |    |                             |        |
|                      |    |                             |        |
|                      | 2  | Abderrahmen Messaoud Debbih | 1 pkt  |
|                      | 3  | Adel Mahmoudi (L)           |        |
|                      | 9  | Mohamed Chikhi              | 16 pkt |
|                      | 10 | Toufik Mahdjoubi            | 21 pkt |
|                      | 12 | Toufik Belaid               | 6 pkt  |
|                      | 15 | Hichem Guemmadi             | 19 pkt |
|                      | 16 | Riad Amrane                 | 6 pkt  |
| Zmiany:              |    |                             |        |
|                      | 7  | Ali Kerboua                 |        |
|                      | 19 | Rachid Benhallal            |        |
| Trener:              |    |                             |        |
| Bencharif Hamida Fay |    |                             |        |

|                      |    |                         |        |
|                      |    |                         |        |
|                      | 1  | Hassan Jaldou           | 2 pkt  |
|                      | 5  | Moulay Naceur Ouchrif   | 3 pkt  |
|                      | 6  | Khalid Satour           | 21 pkt |
|                      | 7  | Abdessamad Benbekkar    | 4 pkt  |
|                      | 10 | Hicham Esseddyq         | 8 pkt  |
|                      | 11 | Idriss Cherqi           | 6 pkt  |
|                      | 13 | Abdel-Illah Akazzou (L) |        |
| Zmiany:              |    |                         |        |
|                      | 4  | Naoufal Maskali         |        |
|                      | 8  | Mohammed Waddane        | 3 pkt  |
|                      | 12 | Mohammed Alaoui         | 2 pkt  |
|                      | 18 | Youssef Oughlaf         |        |
| Trener:              |    |                         |        |
| Abdellaoui Maan Moha |    |                         |        |

- I sędzia: Boudaya Toufik (Tunezja)
- II sędzia: Mohamed Suleiman (Nigeria)
- Czas trwania meczu: 114 minut

| Algieria | Statystyki        | Maroko |
| 3        | SETY              | 1      |
| 92       | MAŁE PUNKTY       | 82     |
| 57       | ATAK              | 39     |
| 8        | BLOK              | 6      |
| 4        | SERWIS            | 4      |
| 23       | BŁĘDY PRZECIWNIKA | 33     |

## Nigeria – Algieria
Czwartek, 28 maja 2009

16:00 (UTC+1) - Mohamed Naceri, Szalif - Widzów: 1230
| Nigeria                 | 0:3 (13:25, 21:25, 26:28) | Algieria                                     |
| Ejeh Ejeh Mathew 18 pkt | raport P-3 raport P-2     | Mohamed Chikhi 16 pkt Hichem Guemmadi 16 pkt |

|                |    |                         |        |
|                |    |                         |        |
|                | 3  | Mohammed Adamu Aris (L) |        |
|                | 5  | Hassan Eruaga           | 4 pkt  |
|                | 7  | Ejeh Ejeh Mathew        | 18 pkt |
|                | 9  | Yunana Sunday Akapson   | 3 pkt  |
|                | 11 | Jatto Emmanuel Friday   | 4 pkt  |
|                | 12 | Dikiyai Seiyefa         | 7 pkt  |
|                | 14 | Jonah Adamu             | 6 pkt  |
| Zmiany:        |    |                         |        |
|                | 10 | Harrison Anyasodike     | 3 pkt  |
| Trener:        |    |                         |        |
| Usman Abdallah |    |                         |        |

|                      |    |                   |        |
|                      |    |                   |        |
|                      | 3  | Adel Mahmoudi (L) |        |
|                      | 9  | Mohamed Chikhi    | 16 pkt |
|                      | 10 | Toufik Mahdjoubi  | 6 pkt  |
|                      | 12 | Toufik Belaid     | 8 pkt  |
|                      | 14 | Lyes Ould Ammar   | 2 pkt  |
|                      | 15 | Hichem Guemmadi   | 16 pkt |
|                      | 16 | Riad Amrane       | 7 pkt  |
| Zmiany:              |    |                   |        |
|                      | 1  | Kherdine Zorgui   | 3 pkt  |
|                      | 7  | Ali Kerboua       |        |
|                      | 19 | Rachid Benhallal  |        |
| Trener:              |    |                   |        |
| Bencharif Hamida Fay |    |                   |        |

- I sędzia: Ali Fadili (Maroko)
- II sędzia: Boudaya Toufik (Tunezja)
- Czas trwania meczu: 80 minut

| Nigeria | Statystyki        | Algieria |
| 0       | SETY              | 3        |
| 60      | MAŁE PUNKTY       | 78       |
| 38      | ATAK              | 46       |
| 6       | BLOK              | 7        |
| 1       | SERWIS            | 5        |
| 15      | BŁĘDY PRZECIWNIKA | 20       |

## Statystyki indywidualne
| Najlepszy punktujący   | Najlepszy atakujący      | Najlepszy blokujący        | Najlepszy zagrywający  | Najlepszy broniący | Najlepszy rozgrywający | Najlepszy libero |
| ---------------------- | ------------------------ | -------------------------- | ---------------------- | ------------------ | ---------------------- | ---------------- |
| Khalid Satour (41 pkt) | Hichem Guemmadi (67,44%) | Hichem Guemmadi (0,71/set) | Riad Amrane (0,43/set) | Hichem Guemmadi    | Moulay Naceur Ouchrif  | Adel Mahmoudi    |

## Składy
Sekcja grupuje składy wszystkich reprezentacji narodowych w piłce siatkowej, które grały w grupie H drugiej rundy kwalifikacyjnej do mistrzostw świata.
Przynależność klubowa na początek sezonu 2008-09.
- Zawodnicy oznaczeni literą K to kapitanowie reprezentacji.
- Zawodnicy oznaczeni literą L to libero.